# هجوم طريق الواحات
أحداث طريق الواحات هو هجوم نفذه تنظيم داعش ضد قوات الأمن المصرية في طريق الواحات في محافظة الجيزة، وقعت الأحداث يوم الجمعة الموافق 20 أكتوبر 2017. أعلن مصدر حكومي أن العملية أسفرت عن مقتل عدد 16 من قوات الأمن المصرية، وإصابة 13، وأسفر التعامل مع العناصر الإرهابية عن إصابة 15 شخصًا. في حين رجحت مصادر أخرى سقوط أكثر من 54 رجل أمن.

## الكمين
أفادت المصادر أن التحريات المبدئية رجحت أن الحادث تم بالشكل التالي: مع اقتراب القوات من المخبأ حيث غرست إحدى المدرعات في الرمل، وأثناء محاولة إخراجها استشعر المسلحون الحملة فسارعوا إلى الهجوم عليها من أعلى تل وأطلقوا قذائف آر بي جي وهاون تجاه القوة الأمنية، ويبدو أن القوات فوجئت بحجم كثافة النيران، وتبادلت إطلاق النار مع هذه العناصر، لكن المسلحين استخدموا أسلحة متطورة فضلاً عن عبوات ناسفة ومتفجرات شديدة الخطورة والتأثير، حسب المصادر. وأفادت المصادر أن القوات فوجئت بإصابة 4 سيارات شرطة في نهاية سرب قوات الأمن، وحينما همت بالاستدارة لصد الهجوم من الخلف، فوجئت بصواريخ وهجوم يصيبهم من خلفهم ما أصاب جميع القوات، مشيرة إلى استخدام العناصر الإرهابية للأسلحة الثقيلة حسم الوضع لمصلحتها، ما أسفر عن مصرع 23 ضابطاً، 7 أمن وطني، و16 أمن مركزي وعمليات خاصة و35 مجنداً وأفراد شرطة وإصابة أربعة بإصابات خطيرة، بينما تمكن المسلحون من الفرار في عمق الصحراء. وقالت وزارة الداخلية إن 16 رجل شرطة بينهم 11 ضابطا قتلوا عندما تعرضت تلك المأمورية الأمنية للهجوم وأصيب 13 آخرون. وسقط 15 من المتشددين بين قتيل وجريح. ولم يذكر البيان تفاصيل عن ضحايا مأمورية أمنية أخرى قال إنها توجهت إلى المنطقة.
وأشارت المصادر إلى أن تعذَّر الاتصال بين الحملة وقوات الأمن أخَّر وصول الدعم إليها وعقب الحادث قامت قوات الأمن بغلق طريق الواحات وتم الدفع بالمزيد من القوات مدعومة بمروحيات قتالية ودعم لوجيستي من القوات المسلحة لضبط العناصر الإرهابية، حيث تمكنت المروحيات من قصف وتدمير سيارتي دفع رباعي بمن فيهما، إضافة إلى تمشيط محيط موقع الحادث طوال الليل وحتى صباح أمس.

### التحقيق
انتقل فريق من نيابة أمن الدولة بناءً على تكليف من النائب العام لمكان الهجوم في الوقت الذي كانت تمشط فيه طائرات عسكرية المكان. وبحسب المصادر فإنه تم العثور على 11 سيارة شرطة متفحمة ولم يجدوا 3 سيارات شرطة أخرى كانت ضمن الحملة الأمنية. ونقلت سيارات الإسعاف جثث الشهداء من الضباط والمجندين، مشيرة إلى أن أفراد الأدلة الجنائية عثروا على فوارغ طلقات نارية ثقيلة وفوارغ صواريخ ار بي جي وغرينوف. وأوضحت أن أجهزة أمنية عدة تحقق في الحادث وعما إذا كان الإرهابيون قد حصلوا على معلومات حول موعد الحملة، أو أن يكون شخص ما أو نقطة تمركز للمسلحين تختبئ على طريق الواحات أبلغتهم بقرب وصول القوات، أو أن الإرهابي الذي أرشد الحملة الأمنية إلى موقع اختباء الإرهابيين ما هو إلا انتحاري تم الدفع به لاستدراج قوات الشرطة إلى وادٍ منخفض، بينما كمن الإرهابيون أعلى التلال المحيطة بالوادي، ومهاجمة قوات الأمن قبل أن تصل إليهم.

### المتهمون المحتملون

#### المرابطون
أشارت أغلب التحريات الأمنية المصرية إلى أن قائد الخلية الإرهابية التي نفذت الهجوم الذي راح ضحيته ما لا يقل عن 55 قتيلاً من عناصر الشرطة المصرية، هو هشام عشماوي المكنى «أبو عمر المهاجر»، وهو ضابط سابق بقوات الصاعقة في الجيش المصري وتم فصله قبل 12 سنة، ثم صار عضوا بتنظيم داعش في ولاية سيناء، وبعد انشقاقه عن ولاية سيناء أسس جماعة يطلق عليها «المرابطون» حاليا. وكان عشماوي اتهم سابقا بالضلوع في أغلب الهجمات الإرهابية التي حدثت في مصر، من بينها تفجيرات أحد السعف الأخيرة وهجوم المنيا، ومحاولة اغتيال وزير الداخلية السابق محمد إبراهيم وقضية عرب شركس، وهجوم الفرافرة، واستهداف الكتيبة 101، كما اتهم بتأسيس وتدريب خلايا إرهابية في ليبيا ونقلهم لتنفيذ عمليات إرهابية في مصر.
قال خالد المصري محامي الجماعات الإسلامية إن حادث «الواحات» تم تنفيذه بمعرفة عناصر من جماعة «المرابطون» أو جماعة «جند الخلافة»، موضحا في تصريحات خاصة أن هذا الحادث تم تنفيذه بمعرفة هشام عشماوي ومجموعته، لأن المعدات والأسلحة التي استخدمها الإرهابيون في الهجوم على قوات الشرطة لا تمتلكها العناصر التابعة لحسم أو غيرها من الحركات الجديدة، موضحا أن هشام عشماوي يتحرك بالصحراء الغربية منذ انشقاقه عن ولاية سيناء وهروبه من شمال سيناء.

#### داعش ولاية سيناء
قالت صحيفة وول ستريت جورنال الأميركية إن هذا الهجوم يقف وراءه تنظيم الدولة الإسلامية، الذي ترك سوريا بعد الحرب المحكمة ضده في الرقة ودير الزور وأيضاً ما يلاقيه التنظيم في العراق. الصحيفة الأميركية اعتبرت أن ما حدث للتنظيم في سوريا دفع أعضاءه للهرب إلى دول مجاورة من أجل تنفيذ عمليات ضد عناصر الشرطة والجيش المصري الذين يعتبرهم التنظيم «كفاراً». كذلك صحيفة ديلي ميل البريطانية أشارت إلى أن تنظيم داعش هو الذي قام بهذا الهجوم، على اعتبار أنه نقل مسرح عملياته من سيناء إلى مناطق صحراوية في مصر، نظراً لحالة التضييق التي يعاني منها بعد التنسيق الأمني بين مصر وقطاع غزة مؤخراً.
بعض المصادر رجحت أن يكون الإرهابيون من عناصر داعش التي تختفي في الصحراء الغربية وكانت وراء تفجيرات الكنائس بقيادة الهارب عمرو سعد عباس.
وكشفت الاعترافات التفصيلية التي أدلى بها عدد من المتهمين مرتكبي جرائم تفجير الكنائس الثلاث (البطرسية بالعباسية والمرقسية بالإسكندرية ومارجرجس بالغربية) والهجوم على كمين النقب، أن زعيم الخلية هو «عمرو سعد» واعترف عدد من المتهمين بأنهم التحقوا بتنظيمي القاعدة وداعش الإرهابيين داخل الأراضي الليبية وتلقيهم تدريبات بدنية وعسكرية داخل معسكرات للتنظيمين.

## عودة الضابط المفقود
في 31 أكتوبر 2017 أكد بيان صادر عّن القوات المسلحة المصرية، على قيام قوات الجيش والشرطة بعملية ناجحة أسفرت عن القضاء على عدد كبير من العناصر الإرهابية بطريق الواحات، وتحرير النقيب محمد الحايس من أيدي العناصر الإرهابية.

## عضو التنظيم المأسور
نشر موقع العربية. نت يوم الخميس 16 نوفمبر 2017 خبرًا مفاده أن السلطات المصرية كشفت عن صورة الإرهابي المقبوض عليه في عملية الواحات التي أفضت إلى تحرير الضابط المختطف محمد الحايس سالف الذكر، وأن المعلومات تشير أنه ليبي الجنسية. وقالت السلطات أن المأسور أدلى بمعلومات تفصيلية عن معسكرات لتنظيم داعش داخل ليبيا، كما اعترف بأن الهدف كان استهداف الأقباط في الفيوم والجيزة. وقيل أن هذا الرجل كان مسؤول الدعم والمعيشة ومتابعة الأسرى بخلية الواحات، وأنه كُلِّف بتدريب عناصر الخلية على حمل السلاح وتصنيع المتفجرات. وأشار الموقع إلى أن الشخص المذكور من المُقرر أن يظهر على فضائية الحياة المصرية في مقابلة مع الإعلامي عماد الدين أديب، ليتحدث حول دوره في المعركة، والمهام التي كُلف بها، ولماذا حاول التنظيم تهريبه إلى ليبيا. وفي اليوم ذاته، ظهر منفّذ هجوم الواحات في اللقاء التلفزيوني سالف الذكر، فقال أن اسمه هو عبد الرحيم محمد مسماري، وأنه ليبي الجنسية، وشارك في الثورة الليبية ضد نظام معمر القذافي سنة 2011، وأنه أتى إلى مصر لصد الظلم والجهاد، بعد أن تبين أنه «ليس هناك مَنْ يصدّ الظلم ولا يوجد تطبيق لشريعة الله»، فانضم إلى جماعة الشيخ حاتم - وهو ضابط مصري مفصول يُدعى عماد الدين - بحيث عمل مع أصحابه على توفير الدعم اللوجستي للشيخ المذكور. وقال أيضًا أنه دخل مصر مع 14 شخصًا من جنوب درنة، فتنقلوا بين عدة محافظات بالصعيد، منها الظهير الصحراوي لمحافظات قنا وسوهاج وأسيوط، قبل الاستقرار بمنطقة الواحات في شهر يناير 2017. وأمضت المجموعة 10 أشهر في المنطقة المذكورة، انضم إليها خلالها 6 عناصر جديدة، وهم المجموعة التي نفذت هجوم دير الأنبا صموئيل بالمنيا. أما بالنسبة لتفاصيل هجوم الواحات، فقال أنه في يوم 20 أكتوبر 2017 رصد أحد عناصر المجموعة القوة الأمنية المصرية وهي تقترب من مكان تواجدهم، فأمر الشيخ حاتم بالاشتباك معهم مما أسفر عن قتل أحد أعضاء المجموعة وإصابة اثنين، وقتل الضباط وأسر الضابط محمد الحايس. بعد ذلك هرب هؤلاء باتجاه ليبيا ليظهر أمامهم 4 سيارات جيب تابعة للأمن المصري على بُعد 80 كيلومتر تقريبًا من موقع الحادث، فحاولوا مواجهتهم بدايةً لولا أن أغارت عليهم بعض الطائرات العسكرية المصرية، فقُتل أغلب أعضاء التنظيم، وفر الباقون إلى الصحراء حيثُ ماتوا ولم يبقَ سواه على قيد الحياة، وما لبثت قوات الأمن أن قبضت عليه.

### انتقادات
انتقد خالد داود، مدير مكتب الجزيرة السابق بواشنطن، الاستضافة الإعلامية للمسماري، وقال أن هذا يخالف ميثاق الشرف الإعلامي لأن المتهم بريء حتى تثبت إدانته. وقال أيضًا أنه يجب الامتناع عن تصوير أي متهم؛ لأنه لا توجد أي ضمانات في حديثه الذي يقوله والمعلومات التي يتحدث عنها، وأن معظم الاعترافات التي تخرج في ظل إشراف من الأجهزة الأمنية لا يوجد بها مصداقية ولا يُعتد بها في المحكمة. وقال أيضًا: «أعتقد أن استضافة متهم لا تحدث إلا في مصر، ولا تحدث في أي دولة من دول العالم التي تحترم المسار القانوني، وأن ما يحدث الآن هو للشو الإعلامي فقط».

## ردود الفعل

### الدولية
- السعودية: عبرت المملكة العربية السعودية عن إدانتها واستنكارها الشديدين للهجوم على قوة أمنية في محافظة الجيزة جنوب غرب القاهرة، والهجومين على مسجدين في أفغانستان. وقدمت السعودية العزاء والمواساة لذوي الضحايا ولحكومتي وشعبي الدولتين الشقيقتين، متمنيا للمصابين سرعة الشفاء، مجددا في الوقت نفسه تضامن المملكة ووقوفها إلى جانب مصر وأفغانستان ضد الإرهاب والتطرف.[20]
- الولايات المتحدة: أعربت السفارة في بيان عن تعازيها للضحايا وأمنياتها بالشفاء العاجل للجرحى. وأكدت السفارة مجددا التزام الولايات المتحدة بالوقوف مع مصر في هذه المعركة ضد الإرهاب.[21]
- ألمانيا: أدانت السفارة الألمانية في القاهرة الاعتداء. وقالت السفارة في بيان نشرته عبر حسابها الرسمى على «تويتر»: «لا يوجد ما يمكن أن يبرر أعمال عنف مثل هذه». وشاطرت السفارة ذوى الضحايا وأصدقائهم الأحزان، متمنية للمصابين سرعة الشفاء. وأكدت السفارة وقوف ألمانيا إلى جانب الشعب المصرى في محاربة الإرهاب.[22]
- كندا: أكد السفير الكندي في بيان صادر عنه أن كندا تقدم خالص تعازيها إلى كل المصريين وخاصة أسر الضحايا كما تتمنى الشفاء العاجل للمصابين جراء الهجوم الإرهابي. وشدد السفير، على وقوف كندا بجوار مصر في مكافحة الإرهاب.[23]
- تركيا: أدانت تركيا، الهجوم الإرهابي وقالت الخارجية التركية، عبر بيان إنها تلقت ببالغ الحزن نبأ وفاة وجرح عدد كبير من القوات الأمنية المصرية جراء تعرضهم لهجوم من الإرهابيين. وأضاف البيان: «ندين هذا الاعتداء ونقدم تعازينا لأسر الضحايا، وللشعب المصري كافة، ونتمنى الشفاء العاجل للمصابين».[24]
- المملكة المتحدة: قدم وزير الخارجية البريطانى بوريس جونسون التعازى للشعب المصرى ولأهالى الشهداء الذين استشهدوا في حادث الواحات الإرهابى، وأن بريطانيا تقف مع مصر.[25][26]
- إسبانيا: أعربت حكومة إسبانيا عن إدانتها بأقوى عبارات الإدانة، الاعتداء على قوات الأمن المصرية.[27]
- إسرائيل: في بيان صدر عن ديوان رئيس الحكومة بنيامن نتنياهو «تدين إسرائيل بشدة الهجوم الإرهابي المروع الذي ارتكب في الواحات الغربية وتتقدم بتعازي الشعب الإسرائيلي إلى الرئيس السيسي وإلى الشعب المصري وترسل أمنيات الشفاء العاجل للجرحى».[28]
- الإمارات العربية المتحدة: أكّد أنور قرقاش وزير الدولة للشؤون الخارجية، وقوف دولة الإمارات قلباً وقالباً مع جهود الحكومة المصرية في التصدي للإرهاب الذي يسعى إلى تقويض أمن مصر والمصريين، مشيراً إلى أنّ هذه الجريمة الإرهابية لن تنال من عزيمة مصر على اجتثاث الإرهاب.[29]
- العراق: أدانت وزارة الخارجية العراقية الهجوم الإرهابى، فيما أكدت وقوف بغداد إلى جانب القاهرة للقضاء على «الإرهاب واقتلاع جذوره».[30]
- البحرين: دانت وزارة خارجية مملكة البحرين بشدة العملية الإرهابية وأعربت عن بالغ تعازيها ومواساتها لأهالي وذوي الشهداء وتمنياتها بالشفاء العاجل لجميع المصابين.[31]
- ليبيا: أكدت الخارجية الليبية، أن هذا العمل الإجرامى لا يمت بصلة للقيم والأخلاق الإسلامية، مجددة إدانتها التامة لكل الأعمال الإرهابية، ونبذها لأعمال العنف والتطرف، ومشددة على وقوف دولة ليبيا، حكومة وشعبا، جنبا إلى جنب مع جمهورية مصر العربية.[32]
- السودان: أعربت وزارة الخارجية السودانية عن إدانتها القوية للهجوم الإرهابى واعلنت أن الجريمة تتنافى مع كل القيم والمبادئ الإنسانية. وعبرت عن مواساتها لعائلات الضحايا وللشعب وللحكومة المصرية، وتتمنى للجرحى عاجل الشفاء.[33]

### منظمات دولية ومحلية وأقليمية
- مجلس الأمن: أدان مجلس الأمن الدولي بأشد العبارات الھجوم الإرھابي «الشنیع والجبان»، واكد أعضاء مجلس الأمن في بیان صحفي ان «الإرھاب بجمیع أشكاله وصوره يمثل أحد أخطر التھديدات للسلم والأمن الدولیین» مشددين على «الحاجة لتقديم مرتكبي ومنظمي وممولي وداعمي ھذه الأعمال الإرھابیة والمستنكرة إلى العدالة».[34]
- منظمة التعاون الإسلامي: أدانت منظمة التعاون الإسلامي بشدة الهجوم الإرهابي الذي تعرضت له قوات الشرطة المصرية، وأعربت عن تضامن المنظمة الكامل مع الحكومة المصرية والشعب المصري في مواجهة الإرهاب والقضاء عليه.[35]
- جامعة الدول العربية: دان الأمين العام لجامعة الدول العربية أحمد أبو الغيط، بأشد العبارات الهجوم الإرهابي الذي تعرضت له قوات الأمن المصرية وأكد أبو الغيط في بيان دعمه «الكامل للدولة المصرية في معركتها ضد الإرهاب الذي يرمي إلى زعزعة الأمن والاستقرار في مصر وترويع أبناء شعبها».[36]